# Вилчан-Дол
Вилча́н-Дол (болг. Вълчан дол) — село в Смолянській області Болгарії. Входить до складу общини Баніте.

## Населення
За даними перепису населення 2011 року у селі проживали 113 осіб, усі — болгари.
Розподіл населення за віком у 2011 році:
Динаміка населення: